# 身体障害
身体障害（しんたいしょうがい）とは、先天的あるいは後天的な理由で、身体機能の一部に障害を生じている状態、あるいはそのような障害自体のこと。

## 概要
手・足が無い、機能しないなどの肢体不自由、脳内の障害により正常に手足が動かない脳性麻痺などの種類がある。視覚障害、聴覚障害、呼吸器機能障害、内部障害なども広義の身体障害に含まれる。
先天的に身体障害を持つ場合、知的障害等を併せ持つことがあり、これを重複障害という。また複数の種類の身体障害を持つことを指すこともある。
「しょうがい」の本来表記が「障礙」であり、現代表記にあっても「障碍」であるとして「障害」を当てることは適当でないとし、「障がい」と交ぜ書きをしている企業や自治体もあるが、日本では1945年内閣告示の当用漢字表と1956年の国語審議会報告「同音の漢字による書きかえ」によって「障碍」の表記が公的に否定され「障害」に一本化されており、2010年6月7日に文化審議会国語分科会より文部科学大臣に答申された改定常用漢字表では、2009年3月と11月の2回にわたり実施されたパブリックコメントで「碍」の追加を要望する意見が多数にのぼったものの審議の結果「碍」の追加を拒否する方針が決定されている。
かつては「片輪」「不具者（ふぐしゃ）」などとも呼ばれていたが、日本のマスメディアでは、「不具、かたわ（者）」は「廃疾（者）」と共に差別語として「身体障害（者）、体の不自由な人」などと言い換える、としている。個人については「脊髄腫瘍による下半身麻痺のため車いす生活」（国枝慎吾の例）のように不自由な部位、機能を具体的に記述する。

## 身体障害の分類

### 部位による分類
身体障害者福祉法の対象となる障害は、1) 視覚障害、2) 聴覚障害・平衡機能障害、3) 音声・言語障害（咀嚼障害を含む）、4)肢体不自由、5)心臓・腎臓・呼吸器・膀胱・大腸・小腸・免疫等の内部障害の5種類に大別される。例えば脳梗塞で倒れた人の場合、脳梗塞の後遺症によって生じた肢体不自由は同法で支援の対象となるが、併せて記憶障害などが生じたとしても、それ自体は身体障害として認定されない。認知症など、精神障害を合併した場合は精神保健及び精神障害者福祉に関する法律（精神保健福祉法）による援助の対象となる。
これら5種の障害の中で最も多いのは肢体不自由で、身体障害者手帳を交付されている人のうち、約半数を占める。視覚障害・聴覚障害・言語障害は、該当者こそ増えているが、全体の割合からいくと年々減少している。その一方で、内部障害は該当者・割合ともに増加している。身体障害者が増加しているにもかかわらず、内部障害者の割合が増加しているのは、一つには内部障害として認定される器官が増えたこと、もう一つには内部障害の原因となる疾病（糖尿病や心臓病等）にかかる人が増えたことが理由だと考えられる。
身体障害者は年々増加している。身体障害者には高齢者が多く、65歳以上の割合が60%以上を占めている。日本の人口における高齢者の割合が増加していることから、今後も身体障害者の人数は増えていくものと思われる。（介護・福祉等）また障害者に対する風が弱くなり、障害の認定を受ける人が増えたことも要因だと考えられる。

## 公的支援
身体障害者および家族等への行政からの支援は、主に身体障害者福祉法に基づいて行われるが、軍人が戦闘などで身体障害者となった場合には、戦傷病者特別援護法等による支援を受けることもできる。対象者には、身体障害者手帳や戦傷病者手帳が交付される。
なお、身体障害者福祉法は原則として満18歳以上が対象となっている。満18歳未満の場合は児童福祉法に基づいて一部身体障害者福祉法の適用を受け、また児童福祉法自体でも別に福祉施策を講じている。そのため同じ障害者であっても、満18歳を境に支援の内容や利用可能な施設が異なることがある。対象者を指す呼称も満18歳以上を「身体障害者」と呼び、満18歳未満は「身体障害児」と呼ぶ、これは知的障害の場合も同様である。
身体障害者手帳は障害の程度によって1〜6級の等級があり、また等級とは別に、旅客鉄道株式会社旅客運賃減額で第1種・第2種の種別がある。種別と等級は、数字が小さいほど重度になり、一般的に第１種で1〜4級を「重度」（特別障害者）、第2種で1〜4級（地域によっては3級まで）を「中度」、5・6級（地域によっては4級も入る場合がある）を「軽度」（中度、軽度は一般障害者）と分けている。種別は、等級とは別に障害の程度を示し、主に公共交通機関の割引の時の基準となる。

## 身体障害者マーク

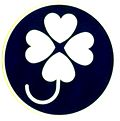
身体障害者標識

日本の道路交通法では身体障害者標識（いわゆる“クローバーマーク”）で肢体不自由の人が運転していることを示す。